# Aegle marmelos
Genre
Espèce
Classification APG III (2009)
Le Maja ou Bael (Aegle marmelos) (Bengali বেল) (Hindi:बिल्व) est un arbre aromatique et épineux de taille moyenne. Cet arbre fruitier est l'unique espèce du genre Aegle, de la famille des Rutaceae.

L'arbre porte plusieurs noms communs fruit de Beli, Coing du Bengale, Orange-miel, Vilvon etc.

Il est appelé Bilva, Bilwa, Bel, Kuvalam, Madtoum en Inde.

Il possède aussi plusieurs dénomination en Sanscrit : Bilva, Śalātu, Hṛdyagandha, Karkaṭa, Samirasāraka, Śivadruma, Triśikha, Śiveṣhṭa, Dūrāruha, Lakṣmī phala, Śalya, Mahākapithya etc.

## Habitat et répartition
L'arbre pousse naturellement dans les forêts tropicales sèches des plaines et des collines à une altitude de 250 à 1 200 m au sud et au centre de l’Inde, en Birmanie, au Pakistan et au Bangladesh. Il est présent également au sud du Népal, au Sri Lanka, et dans les forêts mixtes de diptérocarpes de la péninsule indochinoise (Myanmar, Viêt Nam, Laos, Cambodge, Thaïlande).
Il est assez largement cultivé en Inde, principalement près des temples à cause de son statut d'arbre sacré du dieu Shiva. Des mentions écrites de sa culture remontent à 800 av. J.-C. Il est également cultivé au Sri Lanka, au nord de la péninsule Malaise, à Java et aux Philippines depuis le XVIIIe siècle. On peut aussi le voir dans quelques jardins en Égypte, au Surinam et sur l'île de la Trinité. Plusieurs spécimens sont maintenus à travers le monde dans les collections de Citrus.

## Description

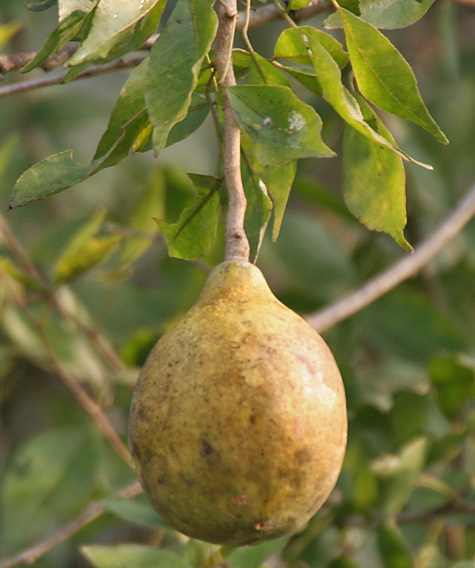
Fruit à Narendrapur près de Kolkata, Bengale, Inde

Le bael est un arbre à croissance lente d'une taille de 8-12 m mais pouvant occasionnellement  atteindre 18 mètres de haut. Son tronc est assez court et mince. Son port est assez ouvert avec des branches courtes portant de nombreuses épines de plus de 3 cm de long à la base des feuilles. Les branches du bas s'élaguent naturellement. Les jeunes rameaux portent de nombreuses épines droites.
L'écorce est gris bleuté se détachant en plaques.
Une gomme ressemblant à la gomme arabique s'exsude des blessures en long fils se solidifiant naturellement. Cette gomme à un goût sucré mais est irritante pour la gorge.
Les feuilles caduques présentent un dimorphisme très fort au sein de l'espèce. Elles sont alternes naissant solitaires ou par bouquets de deux-trois. Elles sont composées de trois parfois mais rarement 5 folioles opposées ovales, pointues de 4 à 10 cm sur 2 à 5 cm. Les jeunes feuilles sont brillantes, marron rose. Les feuilles froissées ont une odeur pouvant être douce et agréable sur certains plants et au contraire nauséeuse sur d'autres. Le pétiole de certains individus est ailé. Cette variabilité suggère qu'il y aurait peut-être plusieurs sous-espèces (Swingle, octobre 1941).
Les fleurs odorantes apparaissent d'avril à juillet (en Inde) en petits panicules érigés, lâches axillaires ou en cymes terminales de 4 à 7 sur les jeunes branches. Elles ont 5 parfois 4 pétales incurvés charnus blanc verdâtre à l'extérieur, blanc crème à l'intérieur avec une cinquantaine d'étamines jaune verdâtre.
Les fruits sont mûrs au bout d'un an. Ils sont ronds, ovales ou piriformes d'un diamètre de 5 à 7,5 cm chez les sujets sauvages,  peuvent atteindre 20 centimètres chez certains spécimens de culture. Gris vert avant maturité, ils deviennent ensuite jaunes ou orange et possèdent une coque ligneuse de 3 mm d'épaisseur plus ou moins dure selon les variétés avec des glandes contenant une huile aromatique.
L'intérieur est divisé en 8 à 20 segments triangulaires délimités par une mince peau parcheminée orange foncé contenant une pulpe orange, pâteuse et résineuse, sucrée, aromatique, plus ou moins astringente.
Noyés dans la pulpe, se trouvent 10 à 15 graines ovales aplaties d'à peu près 1 cm de long couvertes de poils fibreux chacune enclose dans un sac rempli d'un mucilage collant, transparent et aromatique se solidifiant en séchant.
L'espèce présente un dimorphisme marqué des rameaux :
- Les rameaux normaux ont des intervalles nodaux de 3-5 cm et portent des feuilles normalement développées à chaque nœud souvent avec une ou deux épines.
- Les rameaux courts sont très courts, 1-3 cm, ne portent aucune épine et ont de très nombreux nœuds chacun avec une feuille, celles de la base très petites et celles de l'extrémité à très long pétioles.

L'espèce est diploïde avec un nombre chromosomique de 2n=18

### Variétés
Usuellement propagé par semis, l'arbre présente naturellement une forte variabilité.
Douze variétés et cultivars fixés ont été répertoriés en Inde :
- 'Kaghzi' - très estimé il a de gros fruits avec une coque fine et peu de graines
- 'Mitzapuri' - un des meilleurs avec une coque très fine, une pulpe de très bonne texture et de très bonne saveur. Il a peu de graines et est dépourvu de gomme
- NB 5 - fruit de taille moyenne rond et à surface lisse à maturité. Chair tendre d'excellente saveur avec peu de mucilage et modérément fibreux.
- NB 6 - fruit de taille moyenne rond et à surface lisse à maturité. Coque mince. Peu de graines et chair tendre avec peu de mucilage et une acidité moyenne.
- Pant Shivani - De mi-saison à forme ovale d'un poids de 2 kg. Coque mince de couleur jaune citron à maturité. La pulpe est blanc clair avec une très bonne saveur et une quantité moyenne de mucilage et de fibre.
- Pant Aparna - Cultivar tardif avec des fruits de 600-800 g à coque moyennement épaisses. La chair est jaune, faiblement acide, assez sucrée et de bonne saveur avec peu de graines et contient une faible quantité de mucilage et de fibre
- 'Azamati'
- 'Darogaji'
- 'Khamaria'.
- 'Ojha'
- 'Rampuri'

Depuis 1975, quelques sélectionneurs s'intéressent au potentiel de l'espèce.

## Culture
Il exige une saison sèche prolongée pour fructifier. Par exemple il ne porte pas de fruit au sud de la Malaisie.
Il supporte tous types de sol depuis les sols saturés d'eaux jusqu'aux sol secs, de pH 5 à 8, sols riches et profonds aussi bien que pauvres et rocheux ou argileux. En Inde, on dit qu'il pousse là ou aucun autre arbre ne peut vivre.
Ces exigences en températures sont très larges. Au Punjab, il pousse jusqu'à 1 200 m d'altitude où les températures atteignent jusqu'à 50 °C à l'ombre en été et peuvent descendre jusqu'à −8 °C en hiver.
Le mode de propagation le plus courant est le semis en pépinières et la transplantation en verger bien que les arbres ainsi obtenus aient des fruits très variables en tailles et formes, quantité et qualité de la pulpe et saveurs variables de désagréable à très bonne. Le marcottage aérien ou le bouturage de racine est parfois pratiqué pour les cultivars de bonne qualité.
Bien que des essais très concluants de greffage aient été tentés, celui-ci reste peu pratiqué. Le pourcentage de réussite est de 80-95 % avec des pousses de 1 mois sur des porte-greffes de 2 ans au mois de juin. Des greffages expérimentaux ont été couronnés de succès sur Afraegle gabonensis, Swinglea glutinosa, Aeglopsis chevalieri.
En verger, les espacements pratiqués sont de 6-9 m. Les arbres de semis fructifient au bout de 6-7 ans, la propagation végétative donne des fruits au bout de 5 ans. L'arbre est en pleine production au bout de 15 ans.
En Inde, les fleurs éclosent d'avril à juillet suivies des jeunes feuilles et les fruits sont mûrs 10 à 11 mois après, de mars à juin de l'année suivante.
Normalement, les fruits sont récoltés quand ils sont de couleur jaune-vert et sont gardés au moins une semaine jusqu'à atteindre une couleur jaune et que la tige se sépare facilement du fruit. La récolte peut aussi avoir lieu en janvier pour être maturée chimiquement pendant une vingtaine de jours.
Un arbre peut produire annuellement 150 à 200 fruits, et jusqu'à 400 pour les cultivars sélectionnés pour un total de 200-250 kg. Les arbres sauvages portent plus de 60 kg de fruits.
Les fruits peuvent être conservés 2 semaines à 30 °C et 4 mois à 9 °C.
L'arbre et les fruits sont exempts de dévastateurs excepté une moisissure sur les fruits stockés trop longtemps.
En Floride, une déficience en zinc a été constatée compensée par l'application de sulfate de zinc.

## Usages
Le fruit peut être consommé frais ou après avoir été séché.
En frais, la pulpe est consommée directement ou mélangée à du sucre. Elle est surtout consommée en jus extrait par dilution de la pulpe avec de l'eau et du sucre parfois avec du tamarin. Elle est aussi l’un des ingrédients du sharbat, une boisson rafraîchissante dans laquelle la pulpe est mélangée à du lait et du sucre, parfois du jus de citron vert.
De la confiture, du sirop, de la gelée et des pickles sont aussi préparés avec la pulpe des fruits pas tout à fait mûrs.
Pour être séché, le fruit peut être coupé en tranches puis exposé au soleil ou bien la pâte de pulpe est additionnée de sulfites, mêlée à 30 % de sucre puis déshydratée à 50 °C et pulvérisée avec adjonction d'acide ascorbique. Cette poudre est ensuite utilisée pour confectionner des boissons.
L'utilisation de ces préparations est plus souvent thérapeutique qu'alimentaire.
En Inde, il est si prisé que certains Indiens disent du fruit que c'est le meilleur parmi les aurantiacées.
Les valeurs nutritionnels suivantes sont rapportées pour 100 g
- Eau 54,96-61,5 g
- Protéines 5,12 g
- Lipides 0,2-0,39 g
- Glucides 28,11-31,8 g
- Cendres 2 g
- Pectines 2,52 g
- Tanins 0,21 g
- Carotène 55 mg
- Thiamine 0,13 mg
- Riboflavine 1,19 mg
- Niacine 1,1 mg
- Acide ascorbique 900 mg

Une coumarine qui a été isolée pour la première fois dans l'écorce de Aegle marmelos Correa, la marmin,. Elle a été synthétisée en 1970 et est également présente dans les racines de la plante et dans la fleur de Citrus maxima,.  La Marmin présente in vitro un effet hypolipidémiant, autrement dit anti-obésité, grâce à son excellente activité anti-proliférative sur les préadipocytes 3T3-L1 dont elle provoque l'apoptose .
L'infusion de fleurs sert aussi à la préparation d'une boisson rafraîchissante.
En Thaïlande et Indonésie, les feuilles et les jeunes pousses seraient consommées comme légumes.
Il a de multiples usages thérapeutiques traditionnels : La pulpe séchée sert à l'infusion d'une tisane utilisées contre la diarrhée et la dysenterie.
L'arbre est la plante nourricière des deux lépidoptères de la famille des papilionidés indiens suivant : 
- Papilio demoleus
- Papilio polytes

### Utilisation dans les rituels religieux
Le fruit est également utilisé dans les rituels religieux et comme un remède ayurvédique aux maladies comme la diarrhée, la dysenterie, les parasitoses intestinales, la sécheresse des yeux, et le rhume. C'est un antidote très efficace contre la constipation chronique.
Dans la religion Hindou, il est dit que chaque jour la déesse Lakshmi cueille mille fleurs pour les offrir le soir à une statue de Shiva. Un jour, elle s'aperçut qu’il lui en manquait deux. Il était trop tard pour en cueillir d’autres car le soir était venu et les lotus s’étaient refermés pour la nuit. Elle se rappela que Vishnu avait une fois comparé sa poitrine à des lotus éclos. Elle décida donc de les offrir en remplacement des deux fleurs manquantes. Lakshmi ôta l’un de ses seins et le plaça sur l’autel avec les autres fleurs. Avant qu’elle ne s’ôte le second, Shiva, qui était très ému par tant de dévotion, apparut derrière elle et lui demanda d’arrêter. Le dieu transforma alors le sein en fruit de Bael et l’envoya sur terre avec sa bénédiction pour qu’il fleurisse près des temples. 
Traditionnellement au Népal, l’arbre de Bael occupe une place importante dans le rituel féminin de fertilité connu sous le nom de Bel baha.

## Danger
Lors de la saison de maturité des fruits, il convient de prendre garde à la chute de ces derniers qui sont durs et relativement lourds et peuvent blesser les personnes ou endommager les objets ou véhicules se trouvant en dessous.

## Images

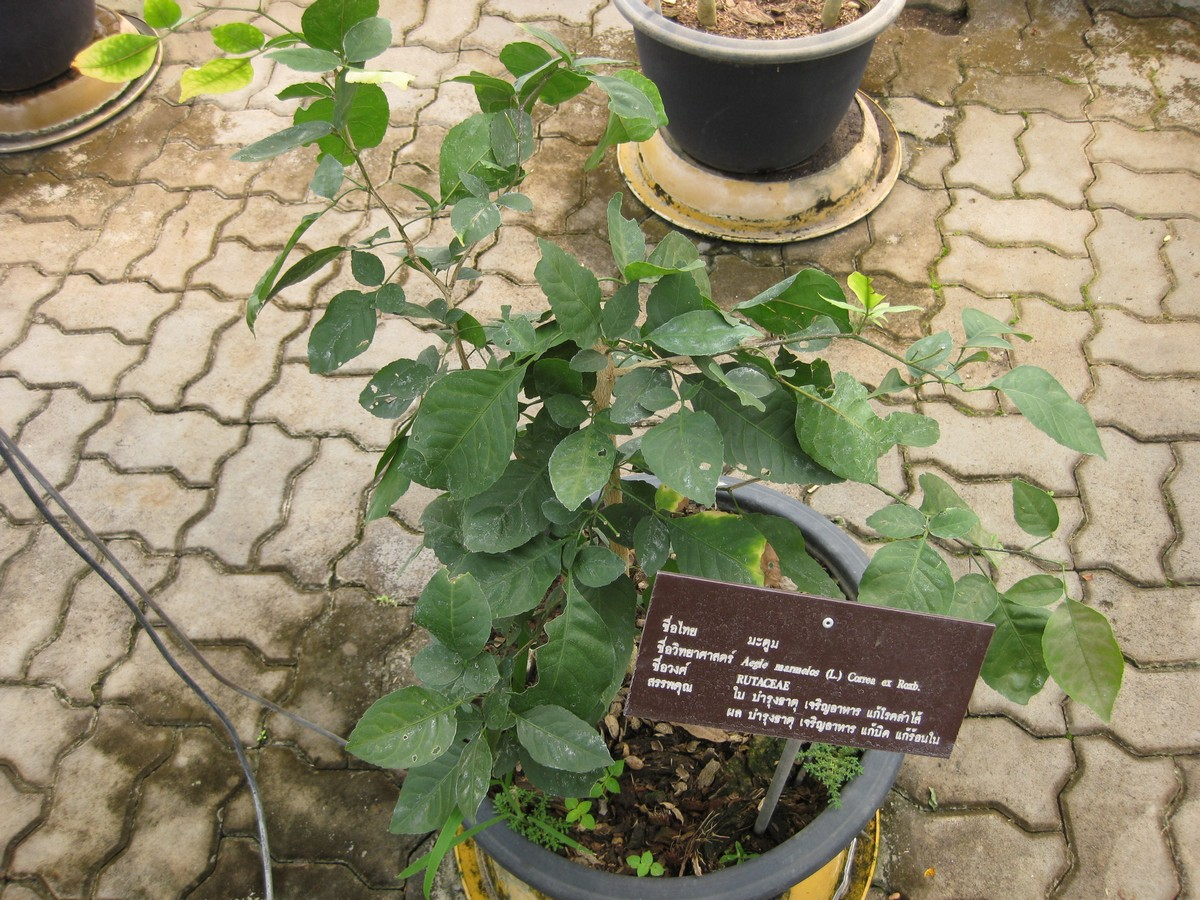
Jeune plant cultivé en pot, Jardin botanique de la reine Sirikit, Thaïlande
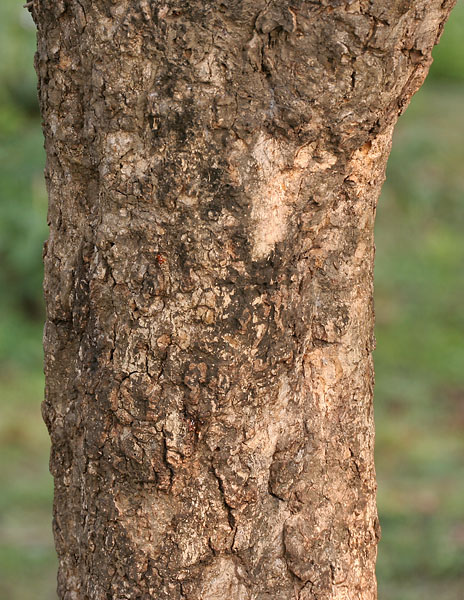
tronc à Narendrapur près de Kolkata, Bengale, Inde.
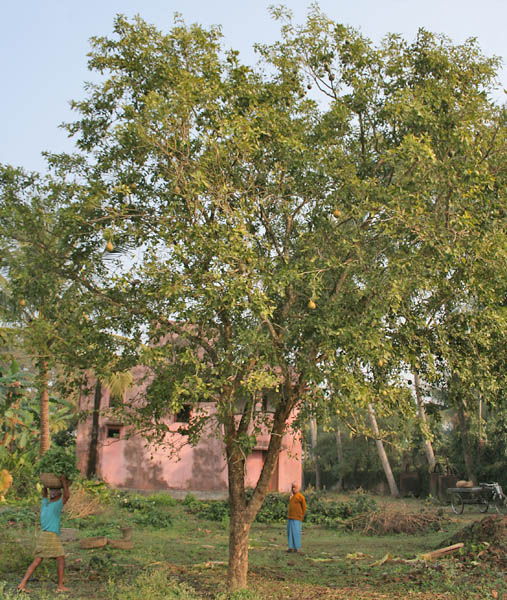
arbre à Narendrapur près de Kolkata, Bengale, Inde.
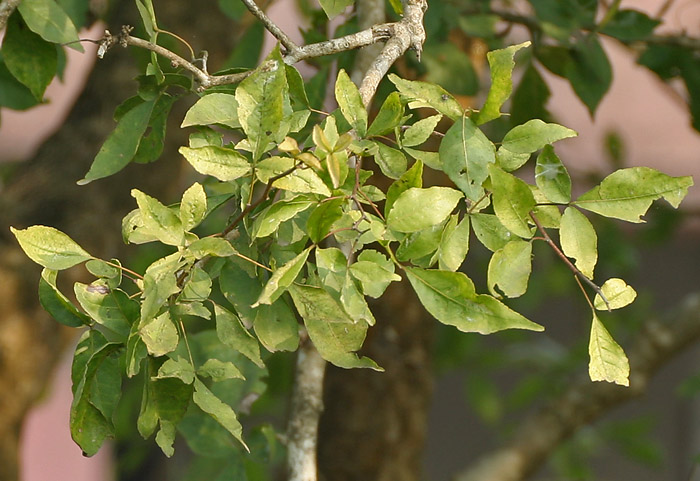
feuilles à Narendrapur près de Kolkata, Bengale, Inde.

## Source
- (en) Cet article est partiellement ou en totalité issu de l’article de Wikipédia en anglais intitulé « Bael » (voir la liste des auteurs).

### Taxinomie
- (en) Flora of China : Aegle marmelos  (consulté le 17 novembre 2012)
- (en) Flora of Pakistan : Aegle marmelos  (consulté le 17 novembre 2012)
- (en) Catalogue of Life : Aegle marmelos (L.) Corrêa (consulté le 18 décembre 2020)
- (fr) Tela Botanica (La Réunion) : Aegle marmelos  (L.) Corrêa (consulté le 17 novembre 2012)
- (fr + en) ITIS : Aegle marmelos  (L.) Corrêa (consulté le 17 novembre 2012)
- (en) NCBI : Aegle marmelos (taxons inclus) (consulté le 17 novembre 2012)
- (en) GRIN : espèce Aegle marmelos  (L.) Correa (consulté le 17 novembre 2012)
- (en) JSTOR Plants : Aegle marmelos (L.) Corra

### Autres sites
- Bael Fruit entry in Fruits of Warm Climates by J. F. Morton